# Карлсхамн (община)
Карлсхамн (на шведски: Karlshamns kommun) е община разположена във лен Блекинге, южна Швеция. Общината обхваща територия от 511 km2 и има население от 31 272 души (към 31 декември 2013). Община Карлсхамн граничи на запад с общините Улофстрьом и Сьолвесбори, на изток с община Ронебю от същия лен, на север с община Тингсрюд от лен Крунубери, а на юг има излаз на Балтийско море. Административен център на общината е град Карлсхамн.

## Население
Населението на община Карлсхамн през последните няколко десетилетия е относително постоянно. Гъстотата на населението е 63,65 д/km2.
| Население на община Карлсхамн в годините между 1970 и 2010 | Население на община Карлсхамн в годините между 1970 и 2010 | Население на община Карлсхамн в годините между 1970 и 2010 | Население на община Карлсхамн в годините между 1970 и 2010 | Население на община Карлсхамн в годините между 1970 и 2010 |
| ---------------------------------------------------------- | ---------------------------------------------------------- | ---------------------------------------------------------- | ---------------------------------------------------------- | ---------------------------------------------------------- |
| Година                                                     |                                                            |                                                            | Население                                                  |                                                            |
| 1970                                                       | 1970                                                       |                                                            | 31 887                                                     | 31 887                                                     |
| 1975                                                       | 1975                                                       |                                                            | 32 136                                                     | 32 136                                                     |
| 1980                                                       | 1980                                                       |                                                            | 31 879                                                     | 31 879                                                     |
| 1985                                                       | 1985                                                       |                                                            | 31 634                                                     | 31 634                                                     |
| 1990                                                       | 1990                                                       |                                                            | 31 543                                                     | 31 543                                                     |
| 1995                                                       | 1995                                                       |                                                            | 31 361                                                     | 31 361                                                     |
| 2000                                                       | 2000                                                       |                                                            | 30 741                                                     | 30 741                                                     |
| 2005                                                       | 2005                                                       |                                                            | 31 006                                                     | 31 006                                                     |
| 2010                                                       | 2010                                                       |                                                            | 31 143                                                     | 31 143                                                     |
| Източник: SCB - Преброяване по регион и време              |                                                            |                                                            |                                                            |                                                            |

## Селищни центрове в общината
Селищните центрове (на шведски: tätort) в община Карлсхамн са 5 и към 31 декември 2010 година имат съответно население:
| # | Селищен център        | Население към 31 декември 2010 |
| - | --------------------- | ------------------------------ |
| 1 | Карлсхамн (Karlshamn) | 19 075                         |
| 2 | Мьорум (Mörrum)       | 3695                           |
| 3 | Свенгста (Svängsta)   | 1682                           |
| 4 | Хеларюд (Hällaryd)    | 546                            |
| 5 | Орюд (Åryd)           | 336                            |

Административният център на община Карлсхамн е удебелен.